# حيرام بلانشارد
حيرام بلانشارد هو محامي وسياسي كندي، ولد في 17 يناير 1820 في كندا، وتوفي في 17 ديسمبر 1874 في كندا. حزبياً، نشط في جمعية المحافظين التقدمية لنوفا سكوشا والحزب الليبرالي في نوفا سكوشا ‏. وقد انتخب عضو مجلس نواب نوفا سكوتيا (12 مايو 1859 – 22 أكتوبر 1868) وانتخب رئيس وزراء نوفا سكوتيا ‏ (4 يوليو 1867 – 30 سبتمبر 1867).